# Esztergár Lajos
Esztegár Lajos (Abrudfalva, 1894. május 28. – Budaörs, 1978. szeptember 9.) magyar jogász, városi tanácsnok, Pécs polgármestere.
1940-44-ig Pécs polgármestere, a Pécsi Norma kezdeményezője, kidolgozója, az ONCSA egyik kezdeményezője. Emlékere utcát neveztek el pécsen (Esztergár Lajos utca) 

## Családja, iskolái
Az erdélyi örmény Esztegár család leszármazottja. (eredeti örmény név: trosagirkh, 'տրոսագիրխ')
Az Abrudbányától nem messze fekvő településen, Abrudfalván született, római katolikus tízgyermekes családba. Gimnáziumi tanulmányait Gyulafehérvárott végezte, ahol padtársa volt a később mártíromságot szenvedett püspök, Márton Áron. Érettségi után felvették a kolozsvári egyetem jogi karára. 

## Életútja
1915-ben vonult be katonai szolgálatra, majd 1916-ban az olasz fronton megsebesült. 1918 októberében rokkanttá nyilvánították, novemberben pedig leszerelték. Mivel a román csapatok elfoglalták Kolozsvárt, tanulmányait a debreceni egyetem jogi karán folytatta és ott szerzett diplomát is. Ezután egy rövid időre visszatért Erdélybe és Abrudbányán működött, de már 1919 őszén Budapestre ment, ahol az Erdélyi Menekülteket Segítő Hivatalban az Erdélyből érkező menekültek ellátásában segédkezett. Amikor létrejött a Magyar Királyi Államrendőrség, Esztergár Lajos belépett a rendőrség kötelékébe és Dunaföldváron lett rendőrségi segédfogalmazó.
1921 augusztusában érkezett Pécsre, ahol az Erzsébet Tudományegyetem állam- és jogtudományi karának egyetemi tanára volt 1941–1949 között.

## Pécs polgármestere
1940-ben, Makay István nyugdíjba vonulás után választották polgármesterré.